# Vladimír Bálek
Vladimír Bálek (* 8. března 1981) je český fotbalista. První zápasy v naší nejvyšší soutěži odehrál v Opavě, pak se stěhoval do Slavie, ale ani v jednom z týmů neuspěl. Od roku 2006 působí v Bohemians 1905. Od února 2009 do července 2011 hostoval v druholigovém klubu FC Graffin Vlašim.